# F.C.S. Bangsbøll
Frederik Christian Sørensen Bangsbøll (23. september 1894 i København - 6. marts 1954 på Rigshospitalet, København) var en dansk søofficer. Særligt kendt for at have været en ledende skikkelse i organiseringen af den illegale transport af personer, post og våben mellem det tysk besatte Danmark og Sverige under 2. verdenskrig.
Søn af Frantz Peter Andreas Sørensen Bangsbøll (1847–1923) og Hermandine Elisabeth Margrethe Bohn f. Christiansen (1863–1899).